# 德菲路口 (亞利桑那州)
德菲路口（英語：Durfee Crossing）是位於美國亞利桑那州可可尼諾縣的一個非建制地區。該地的面積和人口皆未知。

## 地理
德菲路口的座標為34°34′26″N 110°48′17″W / 34.57389°N 110.80472°W，而該地的平均海拔高度為1883米（即6178英尺）。